# Ryszard Guńka
Ryszard Guńka (* 2. April 1965) ist ein ehemaliger polnischer Skispringer. Er wurde 1985 polnischer Meister mit dem Team.

## Werdegang
Guńka, der für TS Wisła Zakopane startete, war bei einigen nationalen Jugendspringen unter den Besten zu finden und galt daher als Nachwuchshoffnung. Bereits als Siebzehnjähriger gab er 1983 sein Debüt im Europacup, verpasste jedoch die Punkteränge. Auch bei seinem ersten Weltcup-Start im Rahmen des Skifliegens in Oberstdorf 1984 landete er weit abgeschlagen auf den hinteren Rängen.
Im Januar 1985 gewann Guńka als Dreizehnter seine ersten drei Europacup-Punkte. Wenige Wochen später verpasste er bei den polnischen Meisterschaften zwar im Einzel als Fünfter von der Skalite-Normalschanze und als Siebter von der Malinka (Großschanze) die Medaillen, gewann allerdings im Team gemeinsam mit Tadeusz Bafia, Janusz Duda und Bogdan Zwijacz den Meistertitel. In den folgenden Jahren wurde er dreimal Skisprung-Vizemeister mit dem Team sowie einmal Silbermedaillengewinner im Team bei den Meisterschaften der Nordischen Kombination.
Nach seiner aktiven Karriere arbeitete er unter anderem als technischer Delegierter der FIS im Skispringen sowie als Sprungrichter. Auch in der Saison 2020/21 ist er im Weltcup als Sprungrichter tätig.

## Statistik

### Europacup-Platzierungen
| Saison  | Platz | Punkte |
| ------- | ----- | ------ |
| 1984/85 | 120.  | 03     |
| 1986/87 | 111.  | 03     |
| 1987/88 | 079.  | 12     |